# Hainburg an der Donau

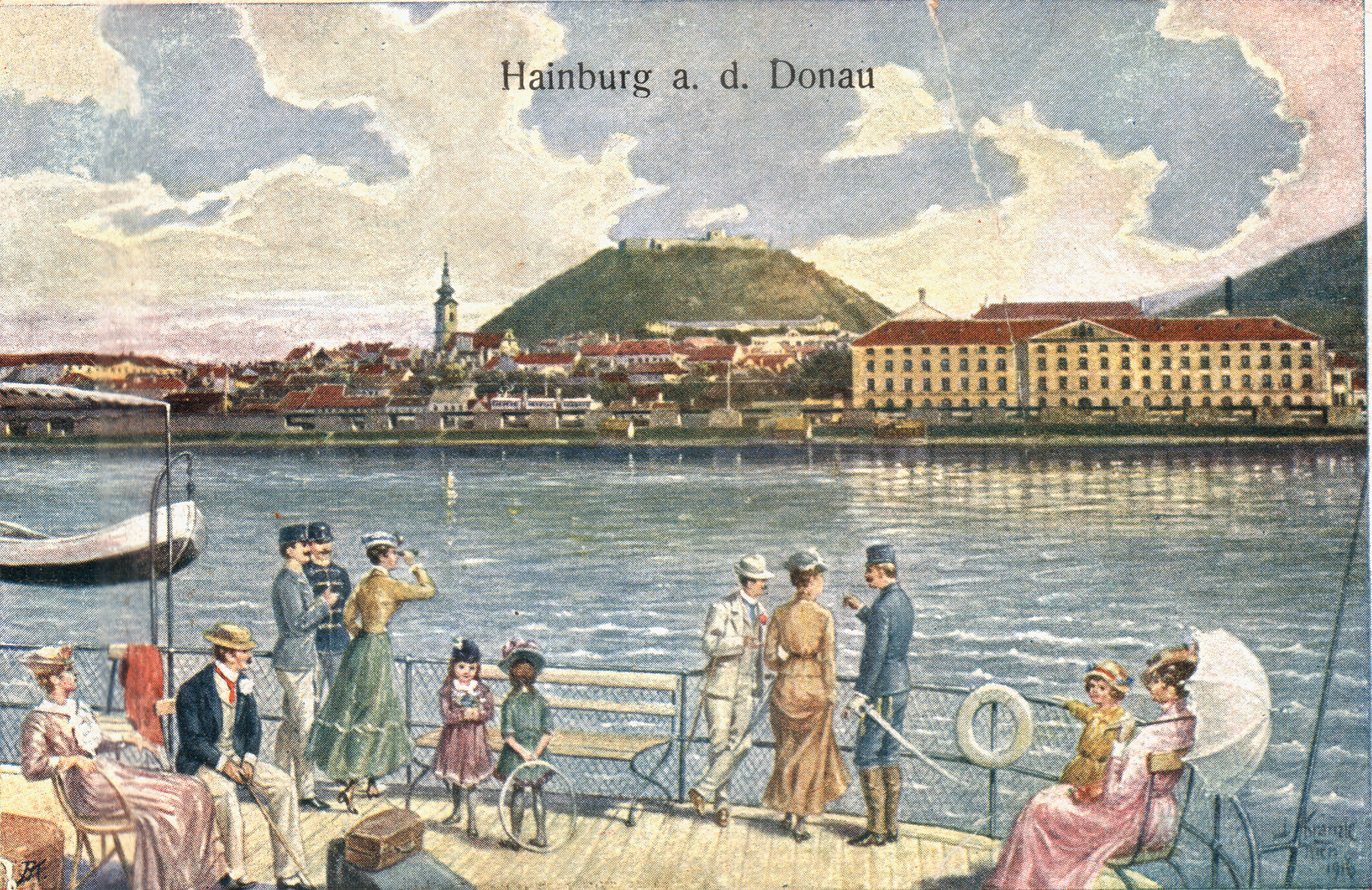
Hainburg an der Donau - um 1916

Hainburg an der Donau é um município da Áustria localizado no distrito de Bruck an der Leitha, no estado de Baixa Áustria.
Centro urbano medieval amuralhado nas margens do Danúbio, Hainburg está muito próxima da fronteira com Eslováquia. A entrada principal é a de Wienertor, a Porta de Viena, construída no século XVII, uma das portas medievais de maior tamanho que ainda estão conservadas na Europa. 

## Património
- Museu romano local
- Ruínas do castelo, original do século XI
- Colina Brauns, onde se encontram os restos de uma povoação celta.